# غراهام وليامز
غراهام وليامز (بالإنجليزية: Graham Williams)‏ (31 ديسمبر 1936 المملكة المتحدة - ) هو لاعب كرة قدم بريطاني.